# ماریانو ویدال مولینا
ماریانو ویدال مولینا (اسپانیایی: Mariano Vidal Molina‎؛ ‏ ۲۳ اکتبر ۱۹۲۵ – ۲۰ فوریهٔ ۱۹۹۶) بازیگر اهل آرژانتین بود. او با کارگردانانی چون خوان آنتونیو باردم و خائیمه د آرمینیان و آنتونیو روئیس کاستی‌یو همکاری داشته‌است.
از فیلم‌ها یا برنامه‌های تلویزیونی که وی در آن نقش داشته‌است، می‌توان به گریه پیاز، خشم آپاچی، میگل د سروانتس و جزیره اسرارآمیز اشاره کرد.